# Gare de Nordby
La gare de Nordby est une halte ferroviaire de la ligne Hovedbanen ouverte le 20 janvier 1932.

## Situation ferroviaire
La gare est située au (PK) 46,10. Elle se trouve entre les gares ouvertes de Jessheim et Hauerseter.

## Histoire
Dès son ouverture le 20 janvier 1932, la gare eut le statut de halte ferroviaire.

## Service des voyageurs

### Accueil
La halte a un petit parking avec deux places pour les personnes à mobilité réduite. Il y a également un parking à vélo et une aubette sur le quai. La halte n'a pas d'automate pour la délivrance de titre de transport.

### Desserte
La halte est desservie par la ligne locale L 13 (Drammen-Oslo-Dal).

### Intermodalité
À une centaine de mètres de la gare se trouve un arrêt de bus nommé Norby stasjon.